# Julian Nida-Rümelin
Julian Nida-Rümelin (Múnic, 28 de novembre de 1954) és un pensador i filòsof alemany. Segons el rànquing anual de la revista de política i cultura alemanya Cicero, el 2007 i 2008, fou el tercer filòsof més influent d'Alemanya.
El seu focus d'investigació són l'Ètica normativa i l'Ètica aplicada, les teories de la decisió i racionalitat així com la teoria de la democràcia. És el germà de la filòsofa Martine Nida-Rümelin, fill de l'escultor Rolf Nida-Rümelin i net del també escultor Wilhelm Nida-Rümelin. Està casat amb l'escriptora francogermànica Nathalie Weidenfeld.
Julian Nida-Rümelin va ser Ministre de cultura durant el mandat del canceller Gerhard Schröder.

## Biografia
Julian Nida-Rümelin va créixer en el si d'una família d'artistes. Entre 1975 i 1980 va estudiar filosofia, física, matemàtica i ciències polítiques a les Universitat de Múnic i a la Universitat de Tübingen. El 1983 va defensar la seva tesi doctoral amb el pensador alemany especialitzat en teoria de la ciència, Wolfgang Stegmüller, com a director de tesi. Aquesta tesi abasta els camps de la filosofia, les ciències polítiques, la lògica i la teoria de la ciència. El 1989 va defensar la seva habilitació a la Universitat Ludwig Maximilians de Múnic.
Després de diverses càtedres a la Universitat de Minnesota, a la Universitat Eberhard Karls de Tübingen i a la Universitat Georg August en Göttingen, Nida-Rümelin ostenta la càtedra de filosofia i ciències polítiques de la Universitat Ludwig Maximilians des de 2004 i una càtedra honorífica en l'Institut de Filosofia de la Universitat Humboldt de Berlín des del 2002.
El gener de 2001 va ser nomenat Ministre de cultura i mitjans de comunicació. Nida-Rümelin va romandre en aquest càrrec fins a acabar el primer període de la legislatura de Schröder. A la fi de 2002 va acabar decidir-se pel món universitari retornant a la Universitat de Göttingen. Nida-Rümelin és president del consell del Centre d'Ètica de Múnic, i de 2009 fins a 2011 fou president de la Deutsche Gesellschaft für Philosophie («Societat Alemanya de Filosofia»). També és membre de l'Acadèmia Europea de les Ciències i les Arts. El juny de 2007, va rebre el guardó scientist in residence de la Universitat de Duisburg-Essen.

## Filosofia
El seu pensament se centra en el terreny de la Filosofia pràctica, la qual abasta els camps de l'ètica, la filosofia social, la filosofia política i la filosofia del dret. El seu camp d'especialització és, doncs, l'estudi de la racionalitat, la filosofia de la cultura, a més de la filosofia de la ciència i l'epistemologia.
En la seva tesi doctoral explorà la relació entre la racionalitat i la moralitat valent-se de les eines de la teoria de la decisió. El seu pensament circula entorn de qüestions com el significat d'«actuar racionalment» o l'aptitud de models d'actuació conseqüencialistes en l'anàlisi de comportaments morals.
Per a Nida-Rümelin un pont entre la filosofia i les ciències polítiques són les anomenades teories de decisió col·lectiva, una subdisciplina de les teoria de la decisió. El 1994, Nida-Rümelin va publicar amb Lucian Kern el llibre Logik kollektiver Entscheidungen, en el qual confirma i precisa les teories de Kenneth Arrow.
El 1993 es publicà la seva habilitació, Kritik des Konsequentialismus, que arremet contra la postura «és racional fer allò que posseeix millors conseqüències». Nida-Rümelin critica la postura de la teoria de la decisió racional amb arguments basats en els dilemes que sorgeixen de la teoria mateixa, demostrant que és incapaç d'abastar els fenòmens de l'obligació i justificació morals.
Des de 2004 és tasca programàtica, com a catedràtic a la Universitat de Múnic, el reunificar les tres disciplines normatives clàssiques d'Aristòtil: l'economia, l'ètica i la política.
Nida-Rümelin també s'ha dedicat al camp de l'ètica aplicada, és a dir, als terrenys de l'ètica d'actuació tècnica, l'ètica mediambiental i mèdica. La seva posició i pensaments en aquestes matèries es troben al seu manual Angewandte Ethik i al tom III d'Ethische Essays.
En el seu llibre Demokratie und Wahrheit, publicat el 2006, s'enfronta a l'escepticisme imperant en l'àmbit de la política pel que fa a la veritat, contradient l'escola de Carl Schmitt i el decisionisme polític.

## Debats filosòfics
Nida-Rümelin critica el fonamentalisme religiós i es declara humanista. La racionalitat com a corrent filosòfic ha de proposar, al seu torn, una orientació ètica normativa capaç de ser mantinguda fora de tot vincle religiós. Atès que aquesta racionalitat no ha elaborat cap contribució en els últims decennis, ha contribuït al sorgiment d'una certa nostàlgia religiosa. El moviment evangelista nord-americà ha gestat amb el creacionisme una pseudo-ciència que amenaça gradualment la veritable ciència. Així mateix, Nida-Rümelin subratlla la falsedat històrica de la suposició segons la qual la moral és un producte de la religió i critica, davant la discussió en la societat alemanya sobre la necessitat de classes d'ètica a les escoles, el monopoli que exerceixen els grups religiosos sobre la moral. A més, els agnòstics també poden ser persones morals. Escrits ètics com els de Sèneca demostren que és possible posseir valors morals ferms sense haver d'apel·lar per això a Déu. L'humanisme com a guia cultural, títol d'un dels seus llibres, fa referència a un consens normatiu bàsic en una societat oberta (Karl Popper) i humana.
Al debat públic iniciat pels neurocientífics Wolf Singer i Gerhard Roth sobre la llibertat i la responsabilitat individual, Nida-Rümelin defensa la capacitat racional de l'individu d'actuar dins d'un paràmetre racional de motius basat en la llibertat d'elecció i decisió individuals, si bé l'experiència de la llibertat d'actuació en la vida real pot ennuvolar-se i ser a vegades errònia, no es pot afirmar, en termes generals, que sigui un gran miratge o il·lusió. En el seu escrit publicat e 2005, Über menschliche Freiheit, defineix la llibertat humana com aquella compilació de motius «subdeterminats» que ens condueixen a creure alguna cosa i a actuar conforme a aquestes creences. D'aquí sorgeix una estreta relació entre les nocions de llibertat, racionalitat i responsabilitat. La seva posició és una resposta humanista al naturalisme i al materialisme, corrents filosòfics presents en la filosofia i la neurociència coetànies.
Finalment, Nida-Rümelin ha analitzat la reforma universitària del Procés de Bolonya des d'un punt de vista crític, advocant per una «reforma de la reforma» i un retorn als punts forts de la tradició universitària europea.